# 戈亚斯州科伦巴
戈亚斯州科伦巴（葡萄牙語：Corumbá de Goiás）是巴西戈亚斯州的一个市镇。总面积1062.457平方公里，总人口9957人，人口密度9.4人/平方公里。